# Čelarevo
Čelarevo (v srbské cyrilici Челарево, maďarsky Dunacséb) je vesnice v opštině Bačka Palanka v srbské Vojvodině, u hranic s Chorvatskem. V roce 2002 mělo 5 423 obyvatel.
Obcí prochází silnice spojující město Novi Sad a chorvatskou obec Ilok. Jižně od Čelareva se nachází řeka Dunaj a lužní lesy.
Obec vznikla v rámci kolonizace Dolních Uher po stažení Turků. Většina obyvatel Čelareva byla německé národnosti až do druhé světové války, kdy byli Němci vystěhováni. V roce 1910 měla vesnice 2572 obyvatel, z čehož bylo 76 % Němců. V roce 1921 v Čelarevu žilo Němců 1950. Po válce bylo město přejmenováno na současný název podle partyzánského bojovníka Zdravka Čelara. Původní název vesnice byl Čib. V současné době je osídleno především Srby, žije zde slovenská menšina.